# Ashley Davies
Ashley es un personaje de ficción de la serie americana South of Nowhere interpretado por la actriz Mandy Musgrave. Es la típica adolescente rebelde y desenfrenada. Durante el transcurso de la serie se puede ver como poco a poco va madurando y los continuos cambios que este personaje sufre.

## Biografía
Es una chica rica de 16 años hija de una madre totalmente ausente (Christine Davies) y un músico exitoso de rock a quien ve contadas veces al año (Raife Davies), quienes se separaron cuando ella tenía 8 años. Como consecuencia de esto no solo es rebelde sino que también busca de cualquier forma, muchas veces la equivocada, llamar la atención. Aunque en el fondo solo quiere ser amada e importarle de verdad a alguien.Durante la temporada 2 su padre fallece y una verdad oculta sale a la luz, Ashley conoce a su media hermana Kayla Woods, quien vivía en Baltimore hasta la muerte de este cuando decide irse a vivir con Ashley, en un principio esta última la odia pero luego se convierten en amigas.
Concurre a la secundaria "King High School" donde no es una alumna brillante, por el contrario, es una chica rebelde y problemática a la cual no le interesa estudiar y vive escapándose del colegio.
Si bien dice que no le gusta "etiquetarse" es bisexual y todo el colegio conoce sus muchas aventuras tanto con chicos como, pero sobre todo, con chicas. Su única pareja estable hasta conocer a Spencer Carlin fue Aiden Dennison con quien salió durante un año, pero luego de quedar embarazada y sufrir un aborto espontáneo la relacioó se cortó y solo continuaron siendo mejores amigos, a pesar del gran amor que Adein siente secretamente por Ash.
Su enemiga es Maddison Duarte , la líder de la porristas y la más popular de la secundaria, quien solía ser su mejor amiga hasta que Ash comenzó a salir con Aiden.
Ashley conoce a Spencer apenas esta última se muda a Los Ángeles y comienzan una estrecha amistad que luego se convertirá en una relación mucho más cercana. Después de muchas vueltas ambas se dan cuenta el amor que sienten una por la otra y lo inmesamente enamoradas que están y empiezan una relación amorosa que se verá afectada por tormentosos problemas, desde muertes, discrimnaciones, el hecho de no ser aceptadas por sus familias, problemas familiares, hasta engaños y mucho más.
- Datos: Q4805409